# Paralelo 34 S
O Paralelo 34 S é um paralelo no 34° grau sul no plano equatorial terrestre .
Começando no Meridiano de Greenwich e tomando a direcção do Leste, o paralelo 34º S passa por:
| País, território ou mar | Notas                                                                                           |
| ----------------------- | ----------------------------------------------------------------------------------------------- |
| Oceano Atlântico        |                                                                                                 |
| África do Sul           | Passa na Cidade do Cabo                                                                         |
| Oceano Índico           |                                                                                                 |
| Austrália               | Austrália Ocidental                                                                             |
| Oceano Índico           |                                                                                                 |
| Austrália               | Cabo Le Grand, Austrália Ocidental                                                              |
| Oceano Índico           |                                                                                                 |
| Austrália               | Cabo Arid, Austrália Ocidental                                                                  |
| Oceano Índico           | Grande Baía Australiana                                                                         |
| Austrália               | Península de Eyre, Austrália Meridional                                                         |
| Golfo de Spencer        |                                                                                                 |
| Austrália               | Austrália do Sul Nova Gales do Sul - passa a sul de Sydney                                      |
| Oceano Pacífico         | Passa a norte das Ilhas Três Reis, Nova Zelândia · Passa a sul da Ilha Alejandro Selkirk, Chile |
| Chile                   |                                                                                                 |
| Argentina               |                                                                                                 |
| Uruguai                 |                                                                                                 |
| Oceano Atlântico        |                                                                                                 |